# Mei Seira
Mei Hoshizuki (星月芽依, Hoshizuki Mei), mais conhecida pelo seu nome de ringue Mei Seira (星来芽依), é uma lutadora profissional japonesa. Ela trabalha atualmente para a World Wonder Ring Stardom, onde é a atual detentora do High Speed Championship em seu segundo reinado e membro do grupo Neo Genesis.
Na Stardom, Seira também é uma ex-campeã do Goddesses of Stardom Championship, tendo conquistado o título uma vez. Ela também é conhecida por suas passagens na Marvelous That's Women Pro Wrestling e na Pro Wrestling Wave.

## Carreira na luta livre profissional

### Marvelous That's Women Pro Wrestling (2018–2021)

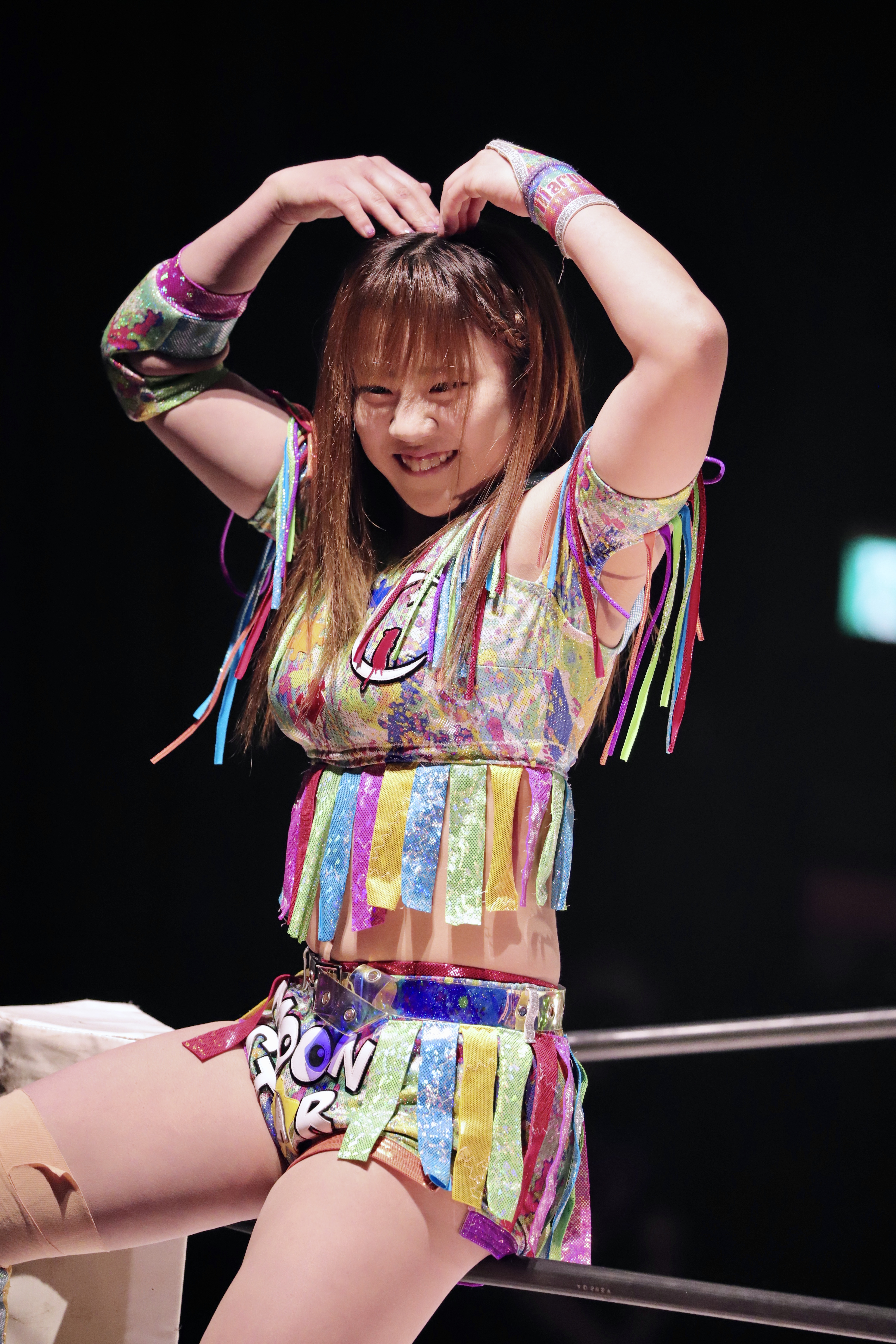
Hoshizuki em 2021

Mei Seira fez sua estreia no wrestling profissional sob seu nome real, Mei Hoshizuki, na Marvelous That's Women Pro Wrestling em um show realizado em 18 de novembro de 2018, onde foi derrotada por Tomoko Watanabe em uma luta individual. No segundo aniversário de sua estreia, Seira derrotou Maria e Mikoto Shindo em uma luta three-way. Durante seu tempo na promoção, ela competiu em vários eventos independentes como representante da Marvelous. No evento GAEAism Decade Of Quarter Century, uma celebração independente dos 25 anos de fundação da Gaea Japan, realizado em 13 de junho de 2021, Seira participou de uma luta de eliminação de trios, onde fez parceria com Mio Momono e Rin Kadokura, mas sua equipe foi derrotada pelo Team Sendai Girls (composto por Chihiro Hashimoto, Dash Chisako e Mika Iwata). Em disputa estavam os títulos AAAW Single Championship, AAAW Tag Team Championship, o Sendai Girls World Championship de Hashimoto e uma metade do Sendai Girls Tag Team Championship. Em 31 de agosto de 2021, Seira deixou a Marvelous junto com Hibiki e Mikoto Shindo. Após isso, Seira entrou em um período de pausa do wrestling profissional.

### Circuito independente (2018–2021)
Mei Seira é conhecida por competir em várias promoções da cena independente japonesa. Em 1º de setembro de 2019, durante um show da World Woman Pro-Wrestling Diana, ela fez parceria com Tomoko Watanabe, mas a dupla foi derrotada por Crysis (formada por Jaguar Yokota e Megumi Yabushita). No evento SEAdLINNNG Sparkling-d! 2019, promovido pela Seadlinnng em 6 de outubro, Seira fez equipe com Mei Suruga, mas a dupla foi derrotada por Hiroyo Matsumoto e Yoshiko pelo Beyond the Sea Tag Team Championship. Em 25 de dezembro de 2019, durante um show produzido pela Pro Wrestling Wave, Seira formou uma parceria com Ayumi Hayashi e Himeka Arita, derrotando Haruka Umesaki, Misa Matsui e Rina Shingaki. Seira conquistou a edição de 2020 do torneio Jaja Uma, derrotando Maria nas primeira rodada, Yurika Oka na segunda, Mikoto Shindo nas semifinais e Manami na final, em 22 de setembro de 2020, durante o evento Sendai Girls Burning UP!. Em 22 de novembro de 2020, durante o Sendai Girls KICK Revived, Seira derrotou Manami para conquistar o Sendai Girls Junior Championship. Em 24 de julho de 2021, no evento WAVE Saturday Night Fever 2021, Seira fez equipe com Ami Miura para derrotar Chie Ozora e Momo Kohgo. Em 1º de outubro de 2021, no evento Sendai Girls Road To GAEAism, como membro da Marvelous, Seira se uniu a outras lutadoras da promoção (Hibiki, Maria, Masha Slamovich, Mikoto Shindo, Mio Momono e Rin Kadokura) para derrotar o "Team Sendai" (composto por Chihiro Hashimoto, Dash Chisako, Kanon, Manami, Mika Iwata, Natsuho Kaneko e Yurika Oka).

### World Wonder Ring Stardom (2020-2021)
Mei Seira fez sua estreia na World Wonder Ring Stardom na nona noite do 5Star Grand Prix de 2020, em 28 de setembro, onde formou uma equipe com New-Tra (composta por Rin Kadokura e Takumi Iroha) para derrotar Queen's Quest (formada por AZM, Momo Watanabe e Utami Hayashishita) em uma luta de trios. Em 20 de dezembro de 2020, durante o evento Osaka Dream Cinderella 2020, Seira desafiou AZM pelo High Speed Championship, mas não teve sucesso.
No Stardom All Star Dream Cinderella em 3 de março de 2021, Seira participou da Stardom All Star Rumble de 24-mulheres, uma luta envolvendo lutadoras do passado e do presente da promoção, mas ela não foi a vencedora..

### Retorno à World Wonder Ring Stardom (2023-presente)
Na conferência de imprensa para o All Star Grand Queendom em 3 de abril de 2023, Seira anunciou seu retorno ao wrestling profissional e revelou que agora competiria sob o nome de ringue Mei Seira. Ela fez seu retorno ao ringue no All Star Grand Queendom em 23 de abril de 2023, onde formou uma equipe com Starlight Kid e derrotou AZM e Mei Suruga. Em 30 de abril de 2023, Seira fez parceria com Suzu Suzuki em uma luta contra Queen's Quest (formada por AZM e Saya Kamitani), resultando em um empate. Após isso, Seira e Suzuki continuaram a se unir com frequência e, mais tarde, começaram a adotar o nome de equipe Crazy Star. No Flashing Champions 2023, em 27 de maio, Crazy Star se uniu a Maika para derrotar o Neo Stardom Army (Nanae Takahashi e Yuna Mizumori) e Hanako. Depois disso, Seira continuou a se unir frequentemente com vários membros do Donna Del Mondo em combates de duplas, especialmente Maika. Em 29 de julho, Crazy Star se uniu a Megan Bayne para derrotar o Stars (Koguma, Mayu Iwatani e Saya Iida), após o que Seira e Bayne continuaram a se unir com frequência. No Nagoya Golden Fight 2023, em 9 de outubro, Seira conquistou o High Speed Championship ao derrotar Saki Kashima. De 15 de outubro a 12 de novembro, Crazy Star competiu na Goddesses of Stardom Tag League 2023. Elas chegaram à final, onde perderam para Divine Kingdom (Maika e Megan Bayne).
Em 30 de março de 2024, Crazy Star conquistou o Goddesses of Stardom Championship ao derrotar AphroditE. No American Dream 2024, em 4 de abril, Seira perdeu o High Speed Championship de volta para Saki Kashima em uma luta three-way que também incluiu Ram Kaichow. Em 5 de maio, Crazy Star perdeu o Goddesses of Stardom Championship para o FWC.

## Títulos e prêmios
- Sendai Girls' Pro Wrestling
  - Sendai Girls Junior Championship (1 vez)[33]
  - Torneio Jaja Uma (2020)
- World Wonder Ring Stardom
  - Goddesses of Stardom Championship (1 vez) – com Suzu Suzuki
  - High Speed Championship (2 vezes, atual)[26][27]